# Zhao Zhou
Zhao Zhou jól ismert csan mester volt, aki 778 és 897 között élt, és százhúsz évesen hunyt el. Zhao Zhou nagyon fiatal korában állt be szerzetesnek. A mestere Nanquan Puyuan (南泉普願 748–835), utódja Mazu Daoyi (709–788) volt.
Zhao Zhou körbeutazta Kínát, végiglátogatta korának elismert csan mestereit, majd nyolcvan évesen letelepedett egy romos észak-kínai kolostorban. A következő negyven évben kisszámú szerzetesből álló közösséget tanított.
Zhao Zhout a Tang-kori Kína legnagyobb csan mestereként tartják számon. Ebben az időszakban a dinasztia hegemóniája hanyatlott, és egyre több hadúr szerzett magának hatalmat. Zhao Zhou által alapított vonal a háborúk és a buddhisták üldöztetése miatt gyorsan megszakadt, így az ezredik év után nem maradtak fenn róla írásos emlékek.